# Helicomyces scandens
Helicomyces scandens är en svampart som beskrevs av Morgan 1892. Helicomyces scandens ingår i släktet Helicomyces och familjen Tubeufiaceae.   Inga underarter finns listade i Catalogue of Life.